# 雲母峰
雲母峰（きららみね）は、三重県四日市市と三重郡菰野町にまたがる鈴鹿山脈の標高888.1 mの山。山域の多くは鈴鹿国定公園の指定区域内にある。

## 概要
山名は四日市市水沢町の方に面した谷から黒雲母を産したことに由来すると見られている。古生代層の主に砂岩、チャート、輝緑凝灰岩、石灰岩などからなる。平野部から望むと独立峰のように見え、鋸刃のような峰を連ねている。山麓の湯の山温泉の南側に位置する。山麓の宮妻峡の北側に位置し、宮妻口にあるモミジ谷は紅葉スポットとして知られている。東山麓にはゴルフ場（ゴルフ5カントリー四日市コース）と四日市市少年自然の家がある。南東山麓の四日市市水沢町周辺は、茶畑として利用されている。山域の上部などは植林地として利用されている。イナモリソウの和名は、北山腹の三滝川支流の稲森谷で最初に発見されたことに由来する。山頂部の西側尾根の岩場にはアカヤシオが分布している。

## 登山
山頂は二次林の中にあり、狭く、見晴らしが悪い。山頂の南東約300 mにある標高約860 mのピークは、雲母峰Ⅱ峰と呼ばれていて展望が開け、パラグライダーの滑走場がある。夏場の谷部では、多くのヤマビルが出現する。山頂には三等三角点（点名「吉良々山」、標高888.13 m）が設置されている。宮妻峡には、宮妻峡キャンプ場と宮妻峡ヒュッテがあり、山小屋として利用されている。
日帰り登山やハイキングの対象となる山で、複数の登山道が開設されている。主な登山ルートを以下に示す。
- 岳不動道からの北東尾根[10][11]
- 宮妻登山口からの南尾根[12]
- 東海自然歩道からの小林新道[12]
- 湯の山からの稲森谷（稲森谷からの西尾根）[11]

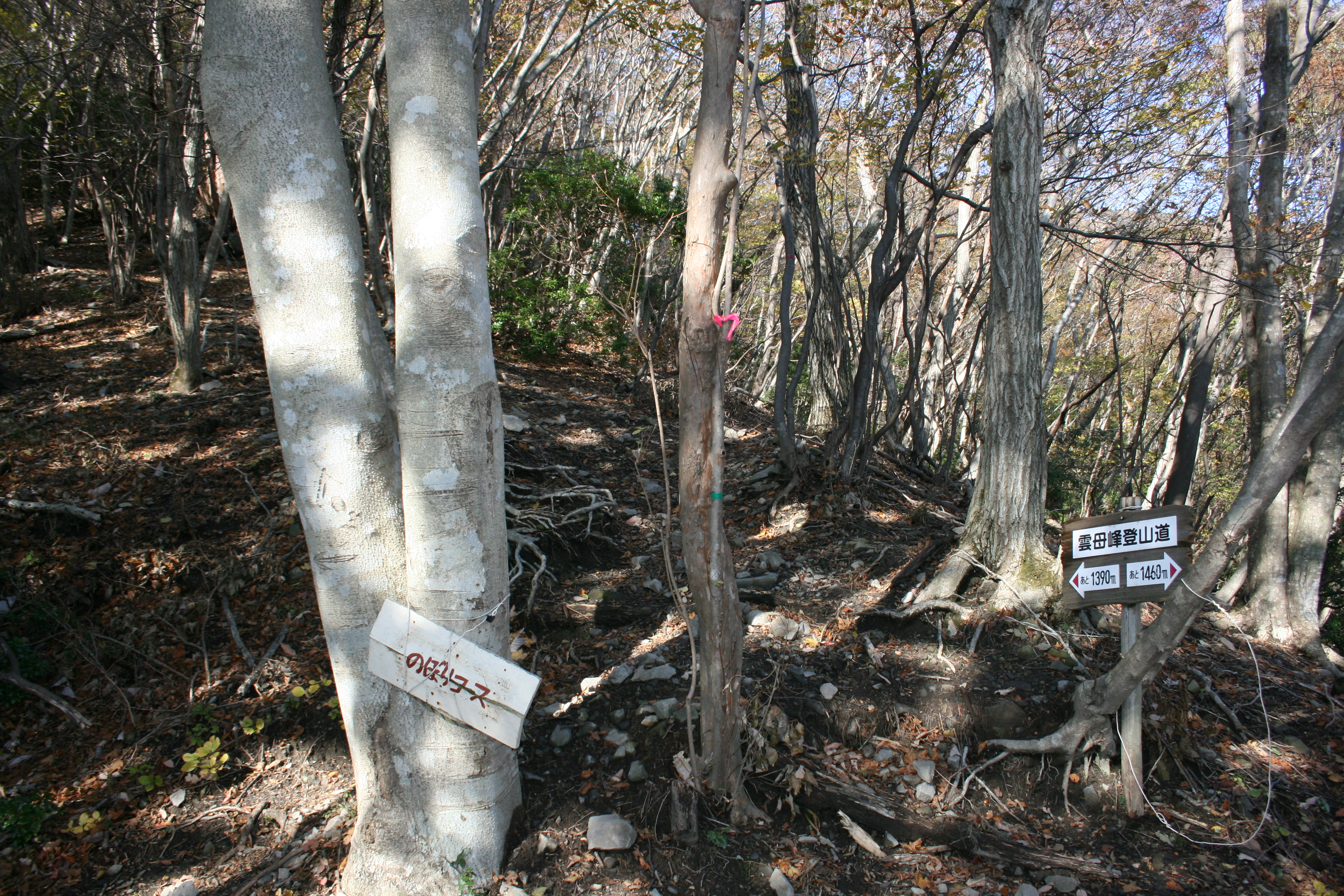
宮妻登山口からの南尾根の登山道
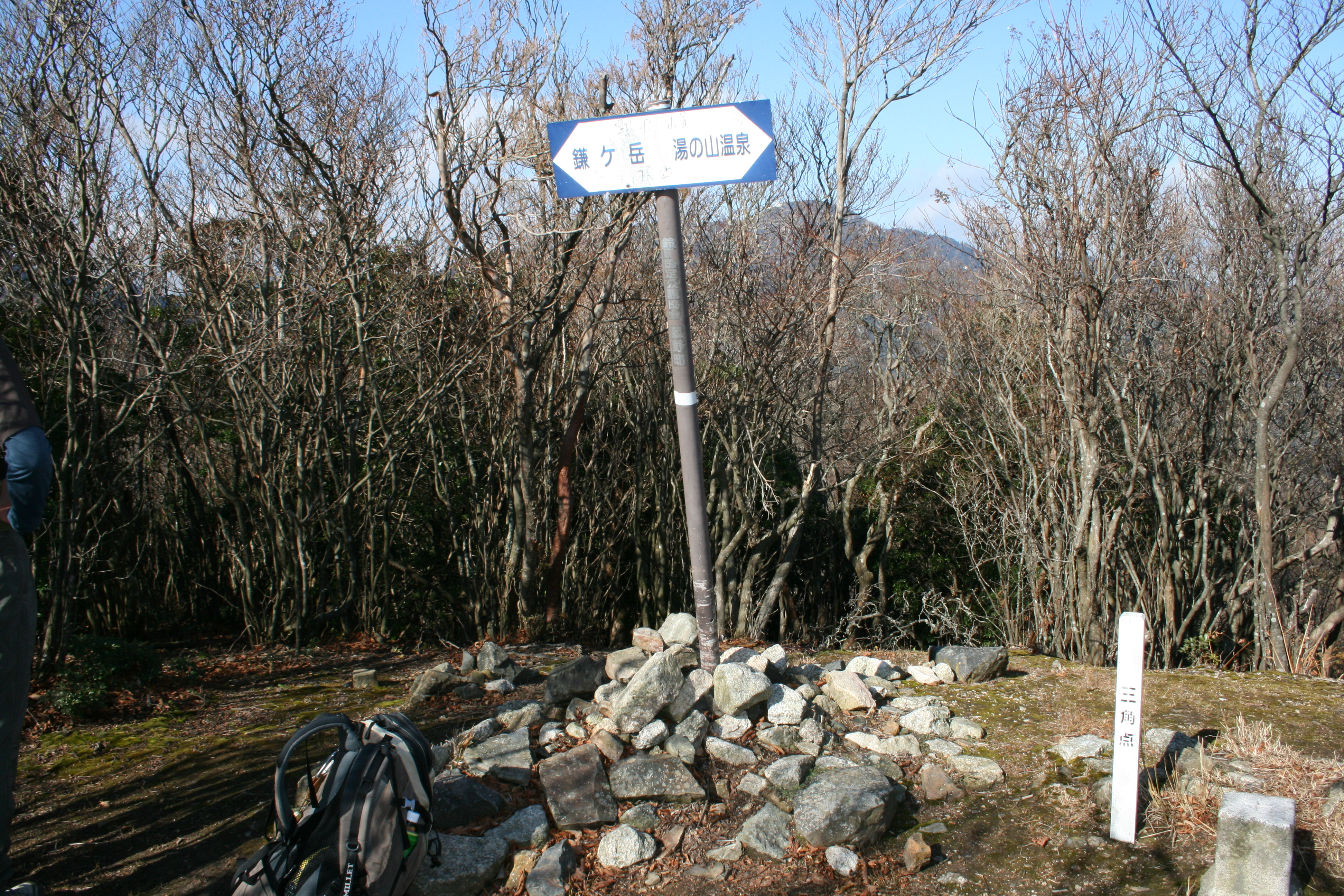
雲母峰の山頂には三角点が設置されている

## 地理
三重県と滋賀県境の鈴鹿山脈の主稜線上にある鎌ヶ岳から東に延びる長い尾根の末端にあるピーク。東山麓から見ると鎌ヶ岳の前衛峰となる。

### 周辺の山
| 山容                                     | 山名              | 標高（m） | 三角点等級 基準点名             | 雲母峰からの 方角と距離（km） | 備考                               |
| ---------------------------------------- | ----------------- | --------- | ------------------------------- | ----------------------------- | ---------------------------------- |
| 雲母峰から望む御在所岳（2009年11月23日） | 御在所岳          | 1,212     | （一等）「御在所山」 (1209.41m) | 北西 3.7                      | 日本二百名山 関西百名山 近畿百名山 |
| 雲母峰から望む鎌ヶ岳（2009年11月23日）   | 鎌ヶ岳            | 1,161     |                                 | 西 2.5                        | 関西百名山 近畿百名山              |
| 鎌ヶ岳から望む雲母峰（2001年11月19日）   | 雲母峰            | 888.13    | 三等 「吉良々山」               | 0                             |                                    |
| 鎌ヶ岳から望む入道ヶ岳（2010年6月2日）   | 入道ヶ岳          | 905.58    | 三等 「入道岳」                 | 南南西 3.1                    | 近畿百名山                         |
| 鎌ヶ岳から望む水沢岳（2010年6月2日）     | 水沢岳 （宮越山） | 1029.28   | 三等 「冠山」                   | 西南西 3.2                    |                                    |

### 源流の河川

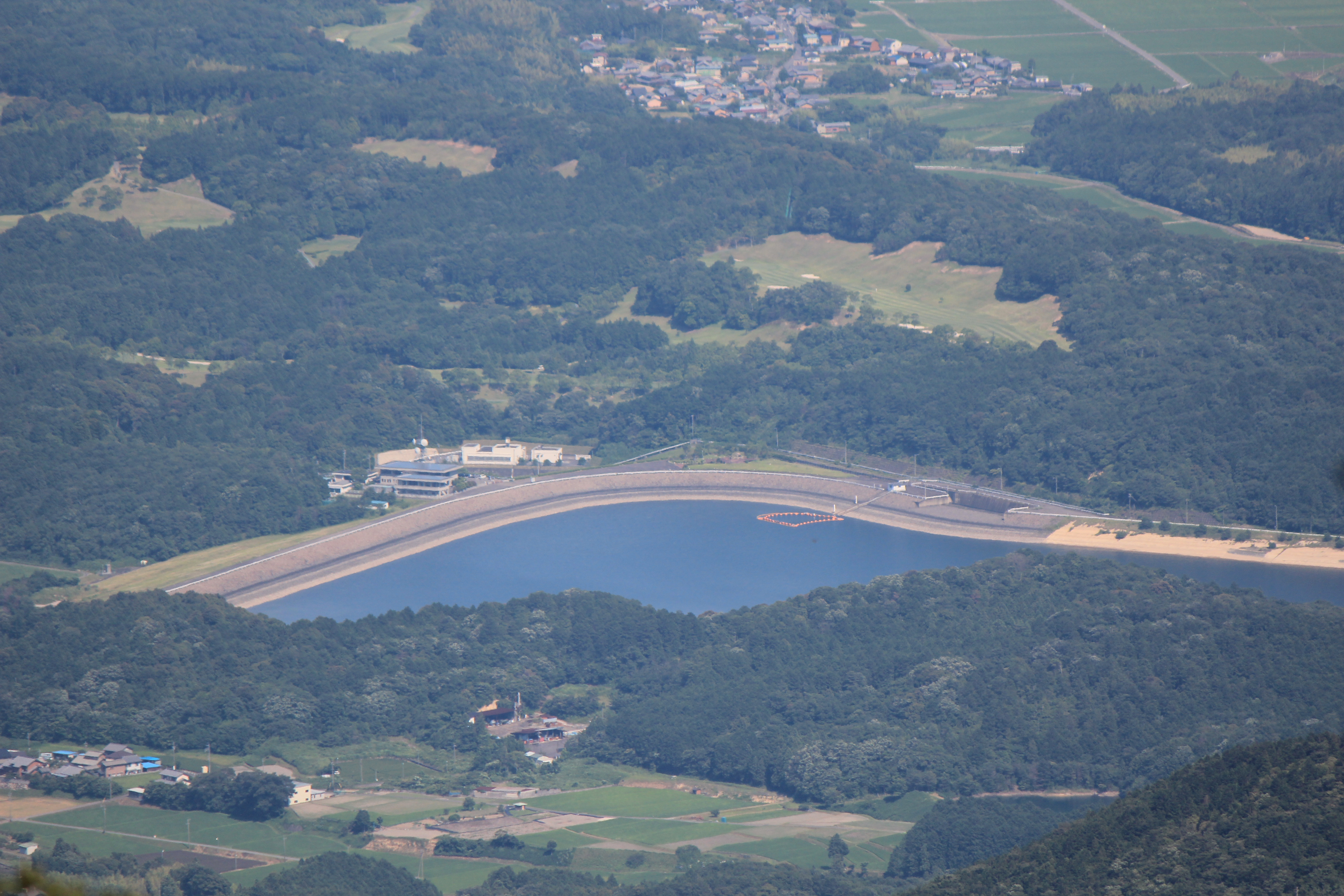
東山麓にある金渓川の菰野調整池（きらら湖）

以下の河川の源流となる山で、太平洋側の伊勢湾へ流れる。山頂の東4.9 kmには、金渓川の菰野調整池（きらら湖） があり、東山麓を通る三重用水が接続している。山域の南端である内部川の上流域は、宮妻峡と呼ばれている。湯ノ森谷には、潜戸ノ滝があり、周辺にある蒼滝、百間滝と共に三滝川の河川名の由来となっている。
- 金渓川、湯ノ森谷、稲森谷 - 三滝川の支流
- 瀬戸川[6]、鎌谷川、内部川 - 鈴鹿川の支流

### 周辺の峠
周辺の峠を以下に示す。
- 武平峠 - 標高877 m。御在所岳と鎌ヶ岳との鞍部。山頂の西北西3.1 kmに位置し、下部を鈴鹿スカイライン（国道477号）の武平トンネルが貫通する。
- 岳峠 - 標高約1,080 m。鎌ヶ岳とその南側にあるピークとの鞍部。山頂の西2.5 kmに位置する。
- 水沢峠 - 標高約860 m。水沢岳と宮指路岳との鞍部。山頂の西南西3.5 kmに位置する。

### 交通・アクセス
南山麓に三重県道44号宮妻峡線、東山麓に三重県道752号茶屋町湯の山停車場線、北東山麓に三重県道577号湯の山温泉線が通る。東山腹と北山腹に東海自然歩道が通る。北北東の山域には林道が敷設されている。
三重交通の湯の山温泉バス停の北1.7 kmに位置する。
近鉄湯の山線 湯の山温泉駅の西南西2.7 kmに位置する。
東名阪自動車道の四日市インターチェンジの西9.4 kmに位置する。

## 雲母峰の風景

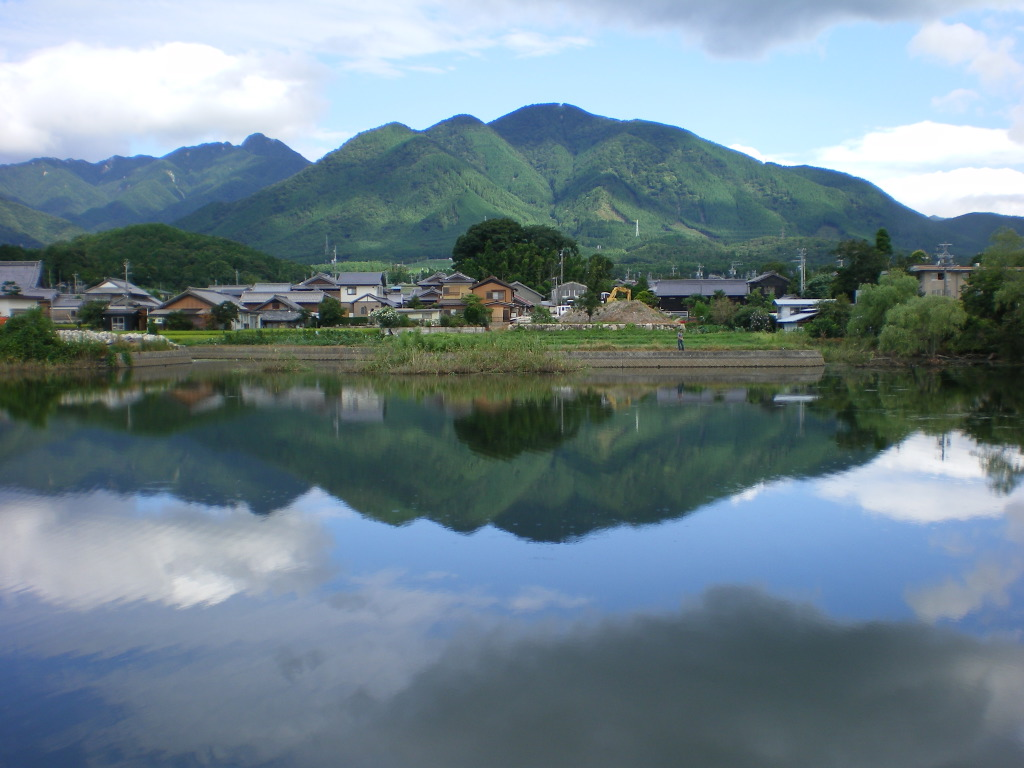
南東山麓から望む雲母峰、左奥に鎌ヶ岳
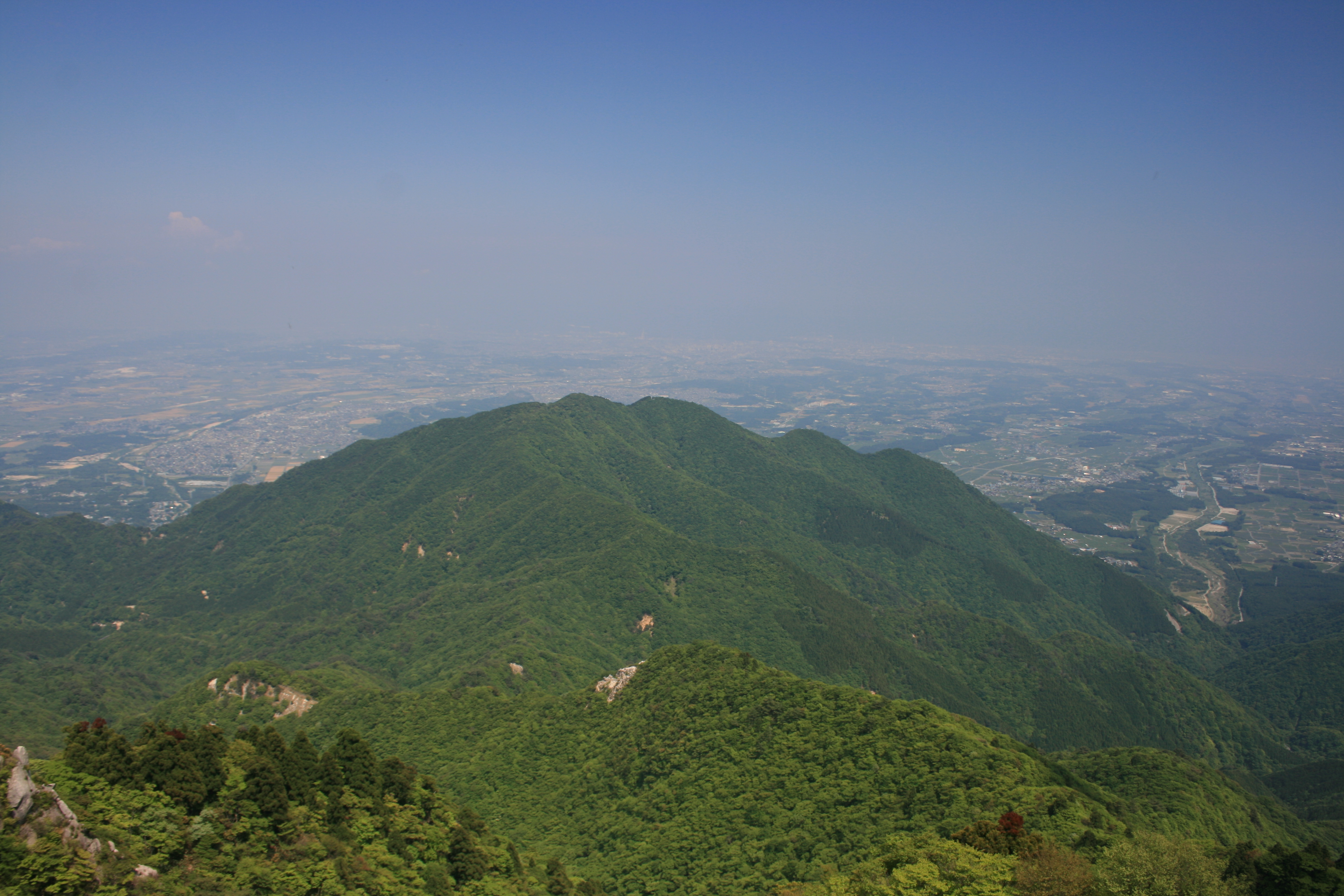
西側の鎌ヶ岳から望む雲母峰
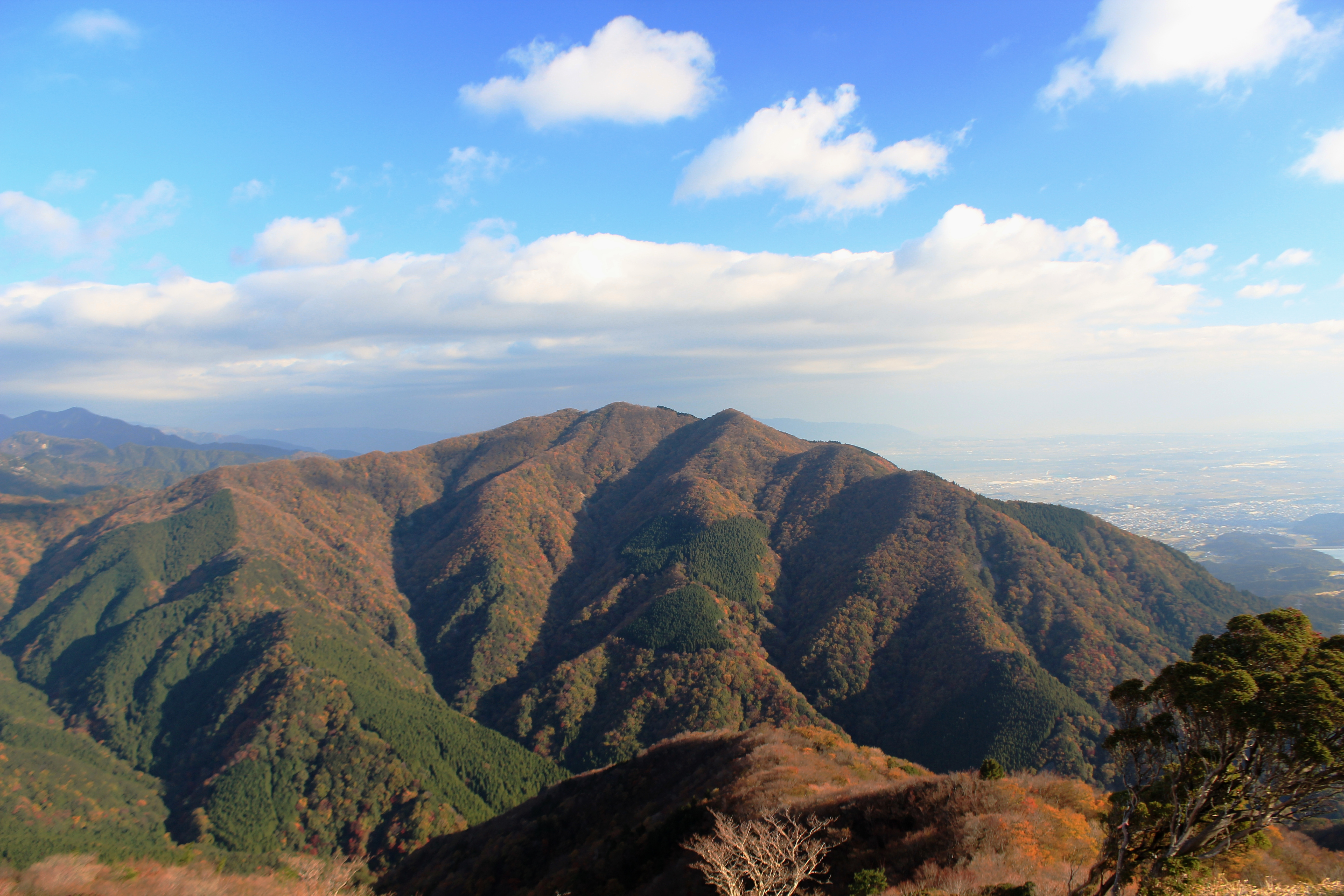
南南西側の入道ヶ岳から望む雲母峰

## 雲母峰からの眺望
山頂から伊勢平野と伊勢湾を見渡すことができる。 ウィキメディア・コモンズには、雲母峰から眺望に関するカテゴリがあります。

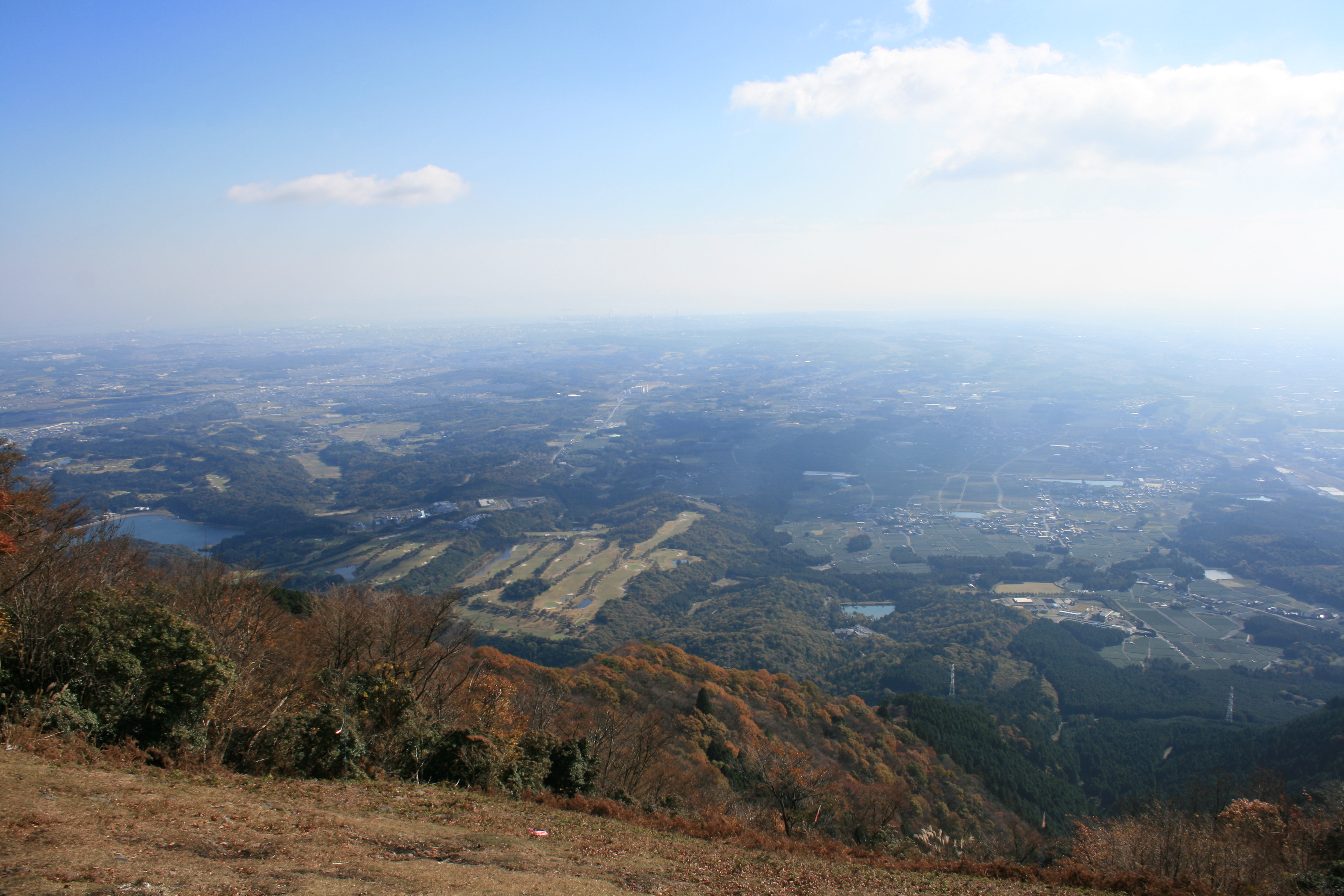
雲母峰のⅡ峰から望む伊勢平野